# Bitwa o Jechi’am
Bitwa o Jechi’am została stoczona podczas wojny domowej w Mandacie Palestyny. Walki były toczone 20 stycznia 1948 roku o izolowany w Górnej Galilei kibuc Jechi’am. Żydowscy obrońcy odparli siły Arabskiej Armii Wyzwoleńczej i utrzymali kibuc.

## Tło wydarzeń

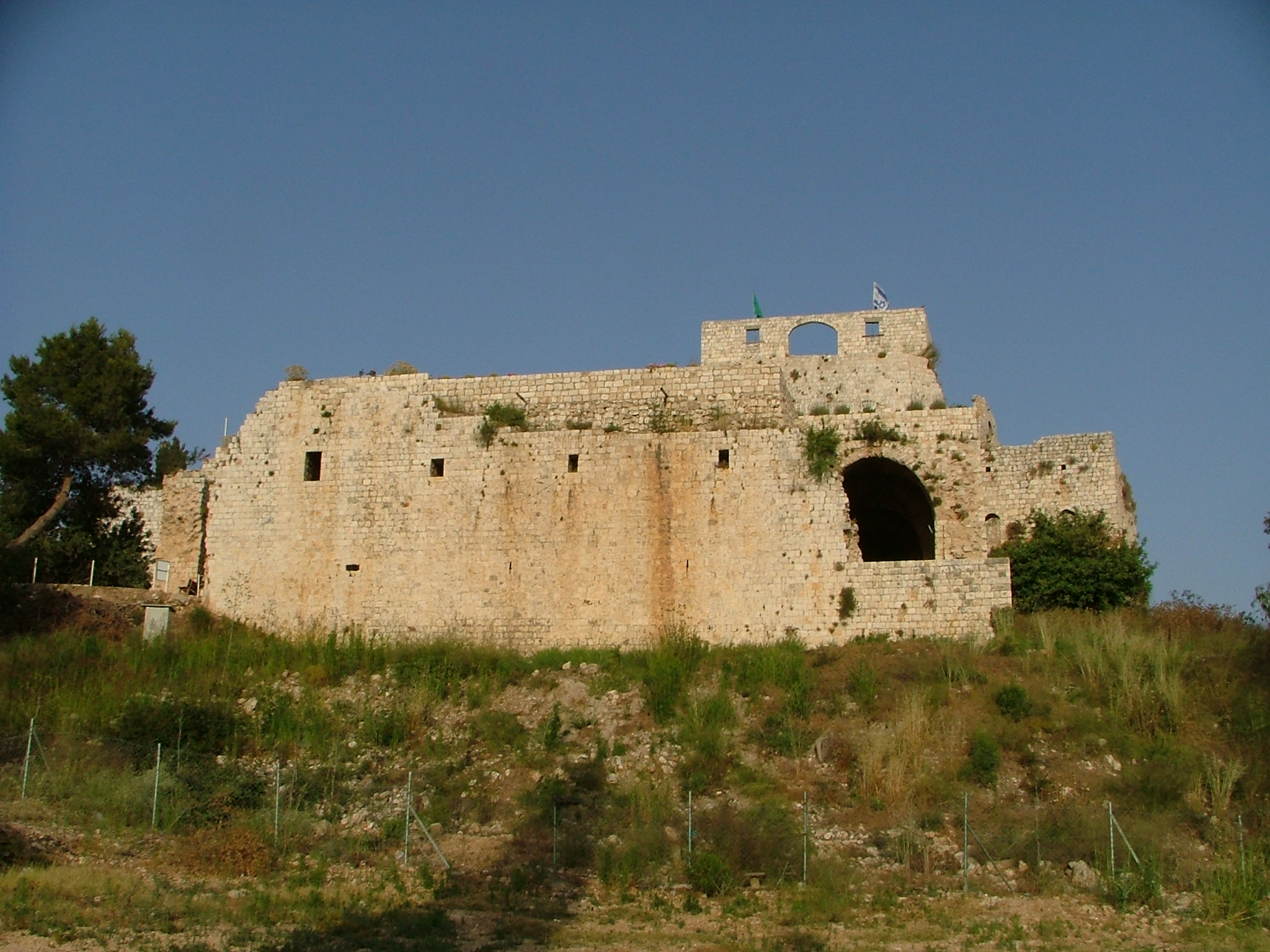
Mury obronne zamku Miwcar Jechi’am

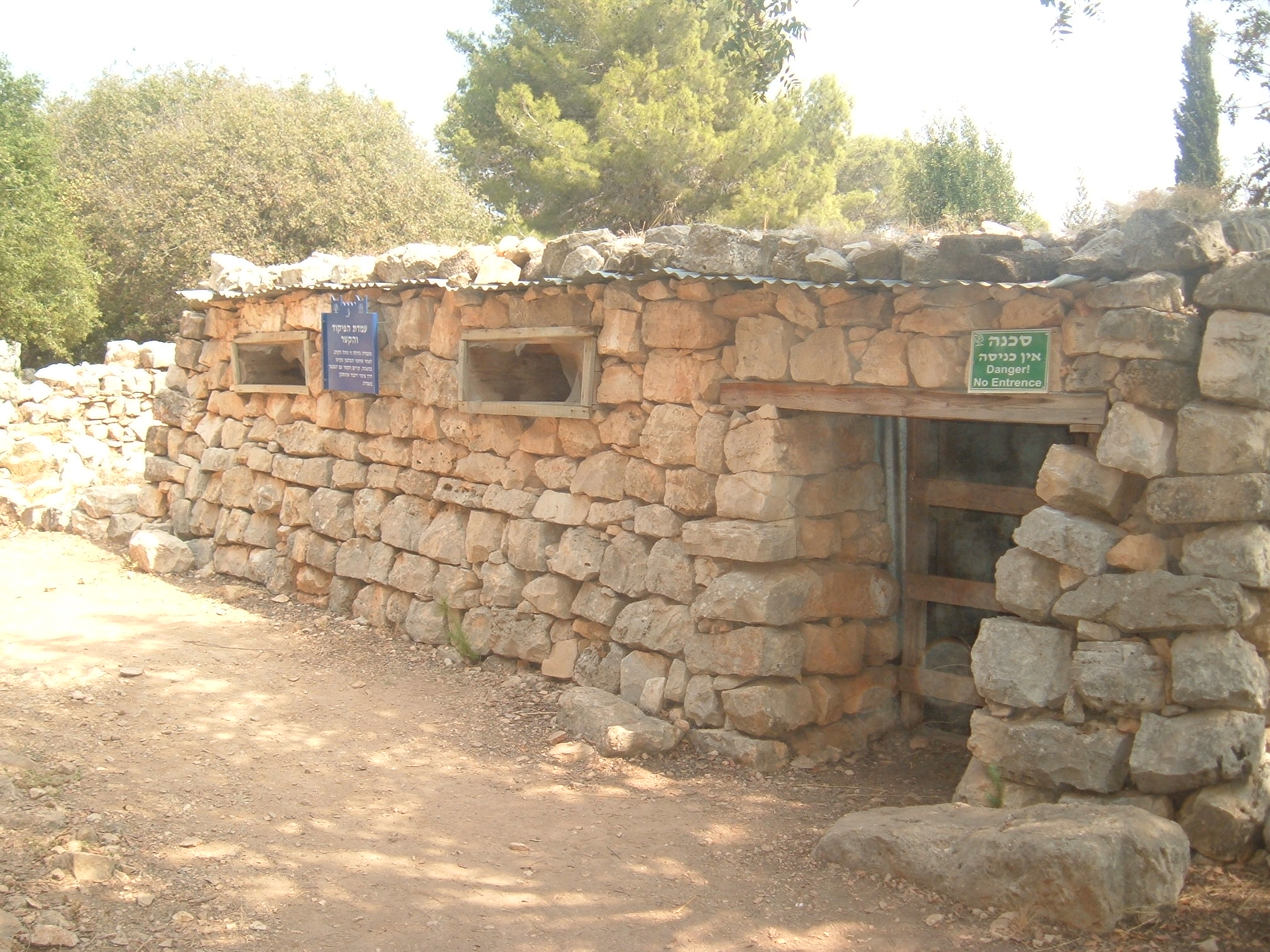
Bunkier służący jako lokalne dowództwo żydowskich obrońców w zamku Miwcar Jechi’am

Kibuc Jechi’am jest położony na zachodnim skraju Górnej Galilei. Został on założony w 1946 roku w sąsiedztwie arabskiej wioski Chirbat Dżiddin. Społeczność była całkowicie izolowana i otoczona przez nieprzyjaźnie nastawione osady arabskie. Przyjęta 29 listopada 1947 roku Rezolucja Zgromadzenia Ogólnego ONZ nr 181 przyznała obszar Jechi’am przyszłemu państwu arabskiemu, które miało powstać w Palestynie. Przywódcy społeczności żydowskiej zaakceptowali ten plan, jednak dowództwo organizacji paramilitarnej Hagana podjęło decyzję o pozostawieniu i obronie kibucu Jechi’am. Natomiast Arabowie odrzucili rezolucję ONZ i dzień później doprowadzili do wybuchu wojny domowej w Mandacie Palestyny. Jej pierwsza faza przyjęła postać „wojna o drogi”, w której przecięto żydowskie linie komunikacyjne przebiegające przez arabskie obszary. W tym najtrudniejszym okresie, ewakuowano kobiety z dziećmi z Jechi’am na teren dzisiejszego osiedla Kirjat Chajjim w Hajfie. Pozostali mężczyźni zamieszkiwali w prowizorycznych warunkach na terenie na wpół zburzonego zamku krzyżowców Miwcar Jechi’am. Cierpieli od niedostatku wody i ciężkiej pracy fizycznej. Po miesiącu czasu, 20 osadników zachorowało na malarię. Ich życie uratowano dzięki dostarczonym zastrzykom penicyliny. Kibuc był odcięty od pozostałej społeczności żydowskiej, a kluczową rolę w arabskiej blokadzie odgrywała wieś Al-Kabri. Łączność utrzymywano głównie przy pomocy sygnałów świetlnych nadawanych z ruin zamku na wzgórzu. Zaopatrzenie dostarczano głównie za pomocą zrzutów dokonywanych z małego samolotu Piper Cub. Były to jednak niewystarczające ilości, i amunicja oraz lekarstwa były na wyczerpaniu. Obronę kibucu stanowiło 60 mieszkańców osady, których uzbrojeniem była nieliczna broń strzelecka. Na początku stycznia dołączył do nich wydzielony oddział żołnierzy z 21 Batalionu Brygady Karmeli. Początkowo byli oni bez broni i sprzętu, ale później dostarczono im karabiny (każdy posiadał po 20 sztuk amunicji).
Wraz z początkiem stycznia 1948 roku na terytorium Mandatu Palestyny zaczęły wkraczać jednostki arabskich ochotników z ościennych państw. Byli oni rekrutowani do formowanej w Syrii Arabskiej Armii Wyzwoleńczej, na czele której stał Fauzi al-Kawukdżi. Wszyscy ochotnicy przechodzili gruntowne szkolenie wojskowe, a ich dowódcami zostawali doświadczeni oficerowie liniowi, mający doświadczenie bojowe. Stanowili oni zupełnie nową jakość arabskich sił, które do tej pory były tylko zwykłym pospolitym ruszeniem. Jako cel mieli wyzwolenie całej Palestyny i utworzenie Wielkiej Syrii. W dniu 23 stycznia 1948 roku graniczną rzekę Jordan przekroczył Drugi Regiment Jarmuk. Liczył on 430 ochotników dowodzonych przez syryjskiego oficera Adib asz-Sziszakli. Zajęli oni pozycje w rejonie miasta Safed w Galilei. 27 stycznia zostali oni wzmocnieni kolejnym oddziałem, który liczył około 300 ochotników i posiadał wsparcie moździerzy. Dodatkowo w rejonie Nazaretu operował druzyjski Regiment Dżabal al-Arab (trzy kompanie liczące około 500 żołnierzy) pod dowództwem majora Chakiba Wahhaba.

## Przebieg bitwy
W dniu 20 stycznia 1948 roku Drugi Regiment Jarmuk Arabskiej Armii Wyzwoleńczej przegrupował się ze wsi Tarszicha na zachód, odcinając wszystkie drogi prowadzące do kibucu Jechi’am. Arabscy żołnierze (około 200-300 ludzi) byli uzbrojeni w karabiny maszynowe i moździerze, którymi dowodził Adib asz-Sziszakli. O godz. 6:05 rano wysadzono most na rzece Nachal Gaton, odcianjąc w ten sposób linię komunikacyjną prowadzącą na zachód. Wybuch był głośno słyszany w całej okolicy, obwieszczając w ten sposób początek arabskiej operacji. W kibucu Jechi’am natychmiast ogłoszono alarm.
Około godz. 6:30 rano rozpoczął się frontalny atak. Ukrywający się w ruinach zamku krzyżowców obrońcy, znaleźli się pod ciężkim ostrzałem karabinów i moździerzy, po czym nastąpił szturm piechoty. Był to pierwszy tak zorganizowany atak arabski podczas tej wojny. Arabowie posiadali dobrze zorganizowane dowództwo, a jednostki posłusznie wykonywały rozkazy. Po raz pierwszy na żydowskie linie obronne spadła także prawdziwa nawałnica pocisków moździerzowych. Obrońcy długo nie odpowiadali, czekając, aż napastnicy zbliżą się na niewielką odległość. Dopiero wtedy otworzyli ogień do dobrze widocznych celów. Obrońcy posiadali dwa niewielkie brytyjskie moździerze oraz jeden karabin maszynowy. W obrębie kibucu nie było żadnych linii telefonicznych, ani rowów komunikacyjnych, dlatego obrońcy ponosili dotkliwe straty przy wszelkich próbach przekazania informacji lub współrzędnych do ostrzału moździerzowego. Pomimo to, zdołali odeprzeć atak. Arabskie ataki były kontynuowane przez kolejnych pięć godzin. Dopiero pojawienie się plutonu brytyjskich żołnierzy w okolicy, zmusiło Arabów do odstąpienia. Była to pierwsza porażka Arabskiej Armii Wyzwoleńczej w wojnie. Wśród obrońców zginęły 4 osoby, a 21 odniosły rany. Arabowie stracili 60 ludzi.
Tego samego dnia do kibucu Jechi’am przedarł się konwój 11 opancerzonych samochodów ciężarowych, które wyruszyły z zaopatrzeniem i pomocą z nadmorskiej miejscowości Naharijja. Przejechał on 12 km pokonując kolejne blokady drogowe. Żołnierze 21 Batalionu Brygady Karmeli stracili 9 rannych (4 zmarło od ran) oraz 1 spaloną ciężarówkę, ale dotarli do odciętego kibucu.

## Konsekwencje
W konsekwencji bitwy o Jechi’am, arabskie siły w Galilei zrezygnowały ze zdobywania żydowskich osiedli, i skoncentrowały się na blokowaniu linii komunikacyjnych. W dniu 27 marca 1948 roku żydowska organizacja paramilitarna Hagana wysłała konwój w celu wzmocnienia obrony kibucu. Wpadł on jednak w zasadzkę i został rozbity (zginęło 47 żydowskich bojowników). Przeszedł on do historii pod nazwą Konwój Jechi’am.